# Historic Royal Palaces
Historic Royal Palaces est une organisation caritative indépendante qui gère certains des palais et châteaux royaux inoccupés du Royaume-Uni.
Liste des membres de l'Historic Royal Palaces :
- Tour de Londres (Tower of London)
- Château de Hampton Court (Hampton Court Palace)
- Maison des Banquets (Banqueting House)
- Palais de Kensington (Kensington Palace)
- Kew Palace (parfois appelé Dutch House)
- Château de Hillsborough (Hillsborough Castle)

## Création de l'organisation
L'Historic Royal Palaces a été créée en 1989 comme une agence exécutive du département de l'environnement britannique. L'agence devient une organisation caritative indépendante en 1998, chargée par le Secrétaire d'État au Numérique, à la Culture, aux Médias et aux Sports de gérer les palais au nom du roi « in Right of Crown » (« au nom de la Couronne »).

## Fonctionnement
L'organisation gère certaines des demeures royales inoccupés de la couronne britannique. Les palais royaux occupés, tels que le palais de Buckingham et le château de Windsor, sont entretenus par les maisons royales, certains sont également ouverts au public.
L'Historic Royal Palaces ne reçoit aucun financement du gouvernement ou de la Couronne, et dépend du soutien des visiteurs, des membres, des donateurs, des bénévoles et des sponsors.
Entre 2018 et 2019, l'organisation a accueilli 5 millions de visiteurs pour un chiffre d'affaires d'environ 100 millions de livres sterling.